# 칼리파 목록
이 문서는 이슬람 국가의 정치적 지도자인 칼리파의 목록을 나열했다.

## 정통 칼리파 시대
- 아부 바크르 압달라 빈 아비 쿠하파 아스시디크(632년 ~ 634년)
- 우마르 이븐 알카타브(634년 ~ 644년)
- 우스만 이븐 아판(644년 ~ 656년)
- 알리 이븐 아비 탈리브(656년 ~ 661년)

## 우마이야 왕조 시대
- 무아위야 1세(661년 - 680년)
- 야지드 1세(680년 - 683년)
- 무아위야 2세(683년 - 684년)
- 마르완 1세(684년 - 685년)
- 아브드 알마리크(685년 - 705년)
- 왈리드 1세(705년 - 715년)
- 슐레이만(715년 - 717년)
- 우마르(717년 - 720년)
- 야지드 2세(720년 - 724년)
- 히삼(724년 - 743년)
- 왈리드 2세(743년 - 744년)
- 야지드 3세(744년)
- 이브라힘(744년)
- 마르완 2세(744년 - 750년)

## 아바스 왕조 시대 (바그다드)
- 아부 알아바스(750년 - 754년)
- 알만수르(754년 - 775년)- 수도 바그다드를 건설.
- 알마하디(775년 - 785년)
- 알하디(785년 - 786년)
- 하룬 알라시드(786년 - 809년) - 전성기를 이룸.
- 알아민(809년 - 813년)
- 마문(813년 - 833년) - 지혜의 관을 설립.
- 알무타심(833년 - 842년)
- 알와시크(842년 - 847년)
- 알무타왁킬(847년 - 861년)
- 알문타시르(861년 - 862년)
- 알무스타인(862년 - 866년)
- 알무타즈(866년 - 869년)
- 알무흐타디(869년 - 870년)
- 알무타미드(870년 - 892년)
- 알무타디드(892년 - 902년)
- 알무크타피(902년 - 908년)
- 알무크타디르(908년 - 932년)
- 알카히르(932년 - 934년)
- 알라디(934년 - 940년)
- 알무타키(940년 - 944년)
- 알무스탁피(944년 - 946년)
- 알무티(946년 - 974년)
- 알타이(974년 - 991년)
- 알카디르(991년 - 1031년)
- 알카임 1세(1031년 - 1075년)
- 알무크타디(1075년 - 1094년)
- 알무스타지르(1094년 - 1118년)
- 알무스타르시드(1118년 - 1135년)
- 라시드(1135년 - 1136년)
- 알무크타피(1136년 - 1160년)
- 알무스탄지드 1세(1160년 - 1170년)
- 알무스타디(1170년 - 1180년)
- 알나시르(1180년 - 1225년)
- 앗 자히르(1225년 - 1226년)
- 알무스탄시르 1세(1226년 - 1242년)
- 알무스타심(1242년 - 1258년)

## 아바스 왕조 시대 (카이로)
- 알무스탄시르 2세(1261년 - 1262년)
- 알하킴 1세(1262년 - 1302년)
- 알무스탁피 1세(1303년 - 1340년)
- 알와시크 1세(1340년 - 1341년)
- 알하킴 2세(1341년 - 1352년)
- 알무타디드 1세(1352년 - 1362년)
- 알무타왁킬 1세(1362년 - 1383년)
- 알와시크 2세(1383년 - 1386년)
- 알무타심 2세(1386년 - 1389년)
- 알무타왁킬 1세(1389년 - 1406년)
- 알무스타인(1406년 - 1414년)
- 알무타디드 2세(1414년 - 1441년)
- 알무스탁피 2세(1441년 - 1451년)
- 알카임 2세(1451년 - 1455년)
- 알무스탄지드 2세(1455년 - 1479년)
- 알무타왁킬 2세(1479년 - 1497년)
- 알무스탐식(1497년 - 1508년)
- 알무타왁킬 3세(1508년 - 1517년)

## 오스만 제국 시대 (술탄·칼리파)
- 셀림 1세 (1517년 - 1520년)
- 쉴레이만 1세 (1520년 - 1566년)
- 셀림 2세(1566년 - 1574년)
- 무라트 3세(Üçüncü Murat, 1574.12.22 - 1595.1.16)
- 메흐메트 3세(Üçüncü Mehmet, 1596.1.27 - 1603.12.20)
- 아흐메트 1세(Birinci Ahmet, 1603.12.21 - 1617.11.22)
- 무스타파 1세(Birinci Mustafa, 1617.11.22 - 1618.2.26) (1차 재위)
- 오스만 2세(İkinci Osman, 1618.2.26 - 1622.5.19)
- 무스타파 1세(Birinci Mustafa, 1622.5.20 - 1623.9.10) (2차 재위)
- 무라트 4세(Dördüncü Murat, 1623.9.10 - 1640.2.8)
- 이브라힘 1세(İbrahim, 1640.2.9 - 1648.8.8)
- 메흐메트 4세(Dördüncü Mehmet, 1648.8.8 - 1687.11.8)
- 쉴레이만 2세(İkinci Süleyman, 1687.11.8 - 1691.6.22)
- 아흐메트 2세(İkinci Ahmet, 1691.6.22 - 1695.2.6)
- 무스타파 2세(İkinci Mustafa, 1695.2.6 - 1703.8.22)
- 아흐메트 3세(Üçüncü Ahmet, 1703.8.22 - 1730.10.1)
- 마흐무트 1세(Birinci Mahmut, 1730.10.2 ||1754.12.13)
- 오스만 3세(Üçüncü Osman, 1754.12.13 - 1757.10.29)
- 무스타파 3세(Üçüncü Mustafa, 1757.10.30 - 1774.1.21)
- 압뒬하미트 1세(Birinci Abdülhamit, 1774.1.21 - 1789.4.60)
- 셀림 3세(Üçüncü Selim, 17894.7 - 1807.5.29)
- 무스타파 4세(Dördüncü Mustafa, 1807.5.29 - 1808.7.28)
- 마흐무트 2세(İkinci Mahmut, 1808.7.28 - 1839.7.1)
- 압뒬메지트 1세(Birinci Abdülmecit, 1839.7.1 - 1861.6.25)
- 압뒬라지즈(Abdülaziz, 1861.6.25 - 1876.5.30)
- 무라트 5세(Beşinci Murat, 1876.5.30 - 1876.8.31)
- 압뒬하미트 2세(İkinci Abdülhamit, 1876.8.31 - 1909.4.27)
- 메흐메트 5세 레샤트(Beşinci Mehmet Reşat, 1909.4.27 - 1918.7.3)
- 메흐메트 6세 바히데틴(Altıncı Mehmet Vahidettin, 1918.7.3 - 1922.11.1) 최후의 술탄
- 압뒬메지트 2세(Halife İkinci Abdülmecit, 1922.11.19 - 1924.3.3) 최후의 칼리파

## 같이 보기
- 샤
- 아미르
- 셰흐 알이슬람
- 알아즈하르의 대이맘
- 이슬람의 역사
- 시아파
- 수니파